# Masterpass
Masterpass é a marca registrada sob a qual a Mastercard fornece serviços de pagamento digital em alguns mercados ao redor do mundo. Trata-se de uma carteira digital que permite pagar de forma mais rápida, mantendo todas as informações necessárias para pagamento e entrega em um só lugar. É uma solução de pagamento universal que pode ser integrada tanto em um site quanto em um aplicativo móvel. Apesar do nome, o Masterpass é compatível com mais do que apenas os produtos da Mastercard, permitindo que você armazene os dados de cartões de outros sistemas de pagamento. A Mastercard não cobra taxas dos comerciantes por compras realizadas através do Masterpass.
Os usuários do Masterpass podem receber ofertas especiais de alguns dos varejistas que aceitam o serviço de pagamento. Ele funciona de maneira semelhante ao Apple Pay e Google Pay online, portanto, se um site ou serviço ainda não oferece suporte a ele, o Masterpass não alterará essa situação.